# Jamie Nicholls
Jamie Nicholls (Bradford, 21 juli 1993) is een Brits snowboarder. Hij nam eenmaal deel aan de Olympische Winterspelen, maar behaalde geen medaille.

## Carrière
Nicholls maakte zijn wereldbekerdebuut in oktober 2008 tijdens de big air in Londen. Op de FIS wereldkampioenschappen snowboarden 2013 in Stoneham eindigde hij op de veertiende plaats op de slopestyle. In 2014 nam Nicholls een eerste keer deel aan de Olympische Spelen. Op de slopestyle eindigde hij zesde.

## Resultaten

### Olympische Winterspelen
| Jaar | Plaats | Resultaten    |
| ---- | ------ | ------------- |
| 2014 | Sotsji | 6e Slopestyle |

### Wereldkampioenschappen
| Jaar | Plaats   | Resultaten     |
| ---- | -------- | -------------- |
| 2013 | Stoneham | 14e Slopestyle |

### Wereldbeker
Eindklasseringen
| Seizoen   | Algm | PAR  | BA  | SBS |
| --------- | ---- | ---- | --- | --- |
| 2009/2010 | 280e | -    | 74e | –   |
| 2010/2011 | 77e  | -    | 33e | –   |
| 2011/2012 | 43e  | -    | 17e | –   |
| 2012/2013 | 88e  | 195e | –   | 34e |